# تلوهانگ سکامانه
تلوهانگ سکامانه یک سیاستمدار لسوتویی است که به عنوان رئیس مجلس ملی لسوتو فعالیت می‌کند و پیش‌تر وزیر امور خارجه و روابط بین‌الملل بوده‌است.